# Platja de l'Home Mort

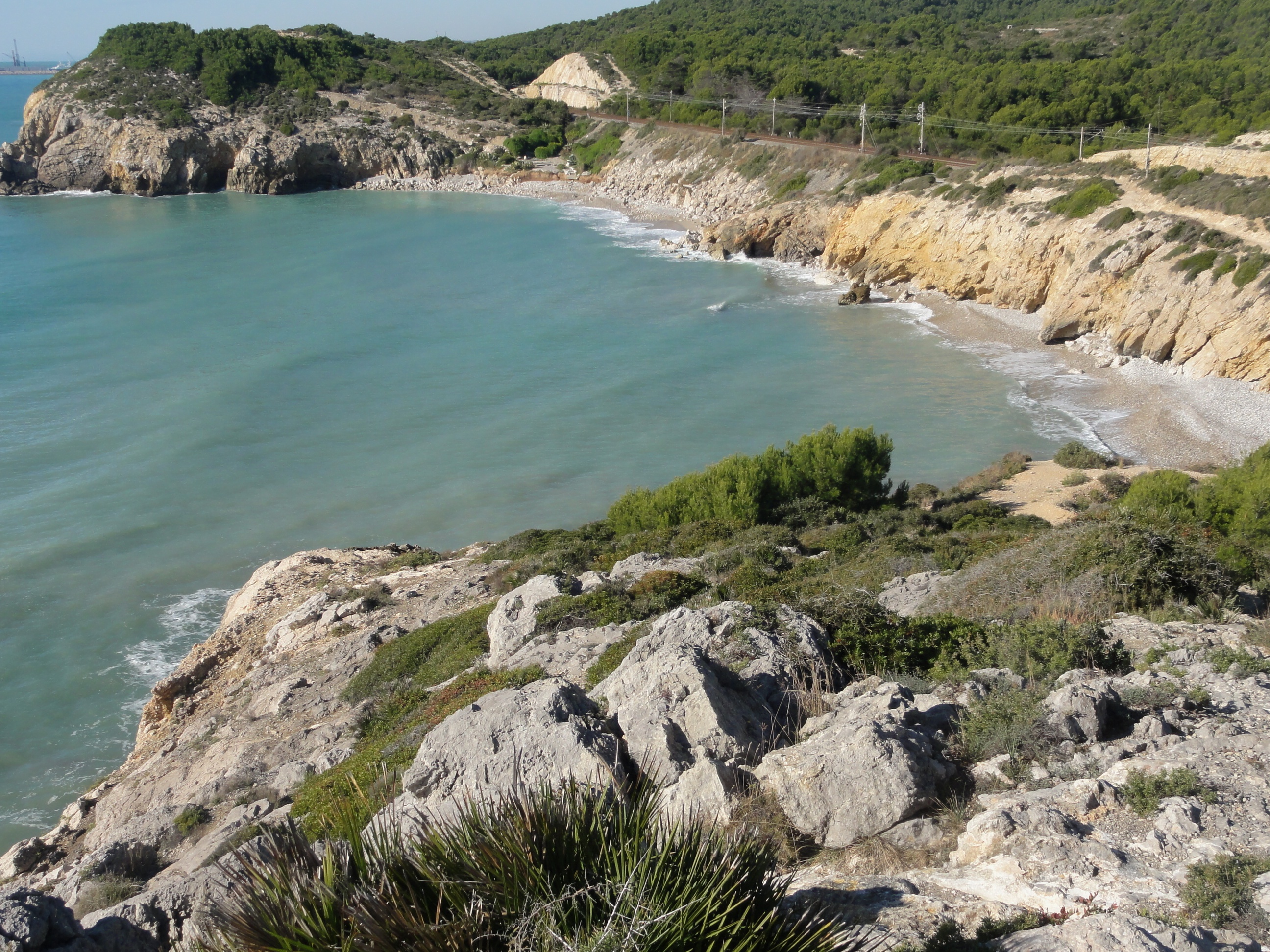
Platja de l'Home Mort a l'esquerra i platja de Rosés a la dreta

La platja de l'Home Mort és una platja natural situada al sud del municipi de Sitges (Garraf) en una zona envoltada de penya-segats, entre la platja de Rosés, a llevant, i la punta de la Desenrocada, a ponent, que la separa de la platja de la Desenrocada, dins de l'espai agroforestal dels Colls i Miralpeix. Té una longitud de 127 metres i una amplada mitjana d'11 metres, formada per sorres gruixudes, graves i còdols. És una platja nudista. Fou una de les primeres platges considerades d'ambient LGTBIQ+ del món, l'any 1930. L'accés és fa a través d'un corriol abrupte que comença a la zona d'on hi va haver la discoteca l'Atlàntida de Sitges. Hi ha una guingueta i lloguer de para-sols i gandules.